# De l'amour le mieux
De l'amour le mieux es el tercer álbum publicado por la cantante franco-canadiense Natasha St-Pier, en 2002. De él se vendieron más de 1 millón de ejemplares.

## Listado de temas
1. «Tu trouveras» (sencillo) - 5:00
2. «Nos rendez-vous» (sencillo) - 3:06
3. «Grandir c’est dire je t’aime» - 3:33
4. «Tous les au-revoir se ressemblent» - 3:44
5. «Alors on se raccroche» (sencillo) - 4:10
6. «Les chansons ne servent à rien» - 3:32
7. «De l’amour le mieux» - 4:14
8. «Pourquoi tant de larmes» - 4:00
9. «Toi qui manque à ma vie» - 3:22
10. «On peut tout essayer» - 3:54
11. «Les diamants sont solitaires» - 4:30
12. «Qu’est-ce qui nous empêche» - 4:04
13. «L’amour emporte tout» - 4:15
14. «Là-bas» (dúo con Florent Pagny) - 5:10

## Edición española
El disco se reeditó en 2003 en una edición especial para España titulada Encontrarás, que contó con la colaboración de Miguel Bosé y tres temas en castellano.
1. «Encontrarás» (con Miguel Bosé, versión de Tu Trouveras) Sencillo #1 España
2. «Cita Sin Amor» (versión de Nos rendez-vous)
3. «Por Probablo Todo No Se Pierde Nada» (versión de On peut tout essayer)
4. «Tous les au-revoir se ressemblent»
5. «Grandir c’est dire je t’aime»
6. «Alors on se raccroche»
7. «Les chansons ne servent à rien»
8. «De l’amour le mieux»
9. «Tu trouveras»
10. «Qu’est-ce qui nous empêche»
11. «L’amour emporte tout»
12. «Là- bas»
13. «Toi qui manque à ma vie»
14. «Nos rendez-vous»

## Edición canadiense
1. «Tu trouveras» (sencillo)
2. «Nos rendez-vous» (sencillo)
3. «Grandir c’est dire je t’aime»
4. «Tous les au-revoir se ressemblent»
5. «Alors on se raccroche» (sencillo)
6. «Les chansons ne servent à rien»
7. «De l’amour le mieux»
8. «Pourquoi tant de larmes»
9. «Enlève Ton Blouson» (Bonus Canadá)
10. «Toi qui manque à ma vie»
11. «On peut tout essayer»
12. «Les diamants sont solitaires»
13. «Qu’est-ce qui nous empêche»
14. «L’amour emporte tout»
15. «Là-bas» (dúo con Florent Pagny)

## Edición japonesa
1. «Tu trouveras»
2. «Nos rendez-vous»
3. «Grandir c’est dire je t’aime»
4. «Tous les au-revoir se ressemblent»
5. «Alors on se raccroche»
6. «Les chansons ne servent à rien»
7. «De l’amour le mieux»
8. «Pourquoi tant de larmes»
9. «Toi qui manque à ma vie»
10. «On peut tout essayer»
11. «Les diamants sont solitaires»
12. «Qu’est-ce qui nous empêche»
13. «L’amour emporte tout»
14. «Là-bas» (dúo con Florent Pagny)
15. «All I Have Is My Soul» (Bonus Japón)

- Datos: Q1824193